# DJ Adoni
Julio Adonis Gross, más conocido como DJ Adoni, es un disc-jockey, productor discográfico, músico y compositor dominicano, radicado en los Estados Unidos. Ha sido reconocido en la categoría de «DJ del Año» en eventos como los Premios Lo Nuestro y los Premios Latin Plug, y su colaboración con Farruko y DJ Víctor Cárdenas en el sencillo «El incomprendido» le valió un Premio Juventud y nominaciones en los Billboard Latin Music Awards y en los iHeartRadio Music Awards.

## Biografía

### Inicios
Nacido en el sector de Los Mina en Santo Domingo, Adoni empezó a interesarse en la música desde su infancia, especialmente en géneros como el merengue, la salsa, la bachata y la música tropical. Cuando tenía dieciséis años se radicó en los Estados Unidos, y durante un tiempo trabajó en varios oficios en Carolina del Norte.

### Carrera musical
En sus primeros años como disc-jockey, Adoni tocaba gratis en discotecas y otros eventos para obtener reconocimiento. A partir de entonces, se dedicó a producir y publicar mezclas en diversos géneros, logrando en 2018 el galardón a «DJ del Año» otorgado por Lo Máximo Productions (LMP).
Como cantante, empezó a publicar sencillos a comienzos de la década de 2020, alcanzando la popularidad en 2021 con «El incomprendido», una colaboración con Farruko y el DJ Víctor Cárdenas que logró nominaciones a canción del año en los Billboard Latin Music Awards y en los iHeartRadio Music Awards. De igual forma, el sencillo le valió un Premio Juventud en la categoría «La mezcla perfecta», encabezó la lista de éxitos Latin Airplay de Billboard y figuró en otras listas similares.
Continuó su colaboración con el puertorriqueño Farruko en los sencillos «Mi Romo Remix» (2021), «La opinión es tuya» (2022) y «Gugle» (2023), y apareció como artista invitado junto con Luis Miguel del Amargue en la canción «La última vez» de Romeo Santos, perteneciente al disco Fórmula, vol. 3 de 2022.  Ese mismo año fue reconocido como «DJ del Año» en los Premios Latin Plug y en los Premios Lo Nuestro, y se presentó en vivo junto con Farruko y Akim en la ceremonia de los Premios Tu Música Urbano.

### Actualidad
Sus lanzamientos más recientes incluyen los sencillos «Como ella baila así» (con Tivi Gunz y Jey One), «10 Muchacho» (con Chimbala y El Rubio Acordeón) y «Mía» (con Rodrigo Films, Blessd y Yaisel LM). En 2023 inició una gira de conciertos con presentaciones en Estados Unidos, Panamá, República Dominicana, Puerto Rico y otros países de la región.
En 2024, lanzó la canción «El Reemplazo» junto a Prince Royce y Darell. La primera interpretación en vivo tuvo lugar en la 21ª edición de los Premios Juventud, donde juntos ofrecieron una actuación destacada. También lanzó el sencillo «No Me Importa» con Jey One.

## Discografía destacada

### Sencillos
| Año  | Canción               | Colaboración                       |
| ---- | --------------------- | ---------------------------------- |
| 2021 | «Que me aconseje»     | Chimbala, Bulova, Shelow Shaq      |
| 2021 | «El incomprendido»    | Farruko, DJ Víctor Cárdenas        |
| 2021 | «Mi Romo (Remix)»     | Farruko, El Experimento (Macgyver) |
| 2022 | «La opinión es tuya»  | Farruko, El Alfa, La Perversa      |
| 2022 | «Bebe y bebe»         | Bulin 47, Lenny Tavárez            |
| 2022 | «Porrito sabanero»    | BCA                                |
| 2022 | «El toro»             | Nino Freestyle, Chimbala           |
| 2022 | «Pin Pon»             | Rochy RD, Dowba Montana            |
| 2023 | «Gugle»               | Farruko, Flow 28                   |
| 2023 | «Como ella baila así» | Tivi Gunz, Jey One                 |
| 2023 | «10 muchacho»         | Chimbala, El Rubio Acordeón        |
| 2023 | «Mía»                 | Rodrigo Films, Yaisel LM, Blessd   |
| 2024 | «El Reemplazo»        | Prince Royce, Darell               |
| 2024 | «No Me Importa»       | Jey One                            |

## Premios y reconocimientos
| Año  | Evento                        | Categoría                            | Nominado                           | Obra               | Resultado | Ref.   |
| ---- | ----------------------------- | ------------------------------------ | ---------------------------------- | ------------------ | --------- | ------ |
| 2018 | Premios Lo Máximo Productions | DJ del Año                           | DJ Adoni                           |                    | Ganador   | [ 3 ]  |
| 2021 | iHeartRadio Music Awards      | Latin Pop/Reggaeton Song of the Year | DJ Adoni, Farruko, Víctor Cárdenas | «El incomprendido» | Nominado  | [ 21 ] |
| 2021 | Billboard Latin Music Awards  | Latin Airplay Song of the Year       | DJ Adoni, Farruko, Víctor Cárdenas | «El incomprendido» | Nominado  | [ 21 ] |
| 2022 | Premios Juventud              | La Mezcla Perfecta                   | DJ Adoni, Farruko, Víctor Cárdenas | «El incomprendido» | Ganador   | [ 22 ] |
| 2022 | Premios Lo Nuestro            | DJ del Año                           | DJ Adoni                           |                    | Ganador   | [ 9 ]  |
| 2022 | Premios Latin Plug            | DJ del Año                           | DJ Adoni                           |                    | Ganador   | [ 8 ]  |